# Domenico Caso
Domenico „Mimmo“ Caso (* 9. Mai 1954 in Eboli) ist ein ehemaliger italienischer Fußballspieler und heutiger -trainer. Zwischenzeitlich war Caso auch als TV-Kommentator tätig.

## Karriere

### Als Spieler

#### Verein
Caso begann seine Karriere bei der AC Florenz und gab sein Profi-Debüt unter Nils Liedholm im Alter von 18 Jahren am 29. Oktober 1972 beim Ligaspiel gegen den FC Turin, das 0:0 endete. In seiner ersten Saison bestritt er zwölf Spiele und erzielte vier Tore. In der folgenden Saison bestritt er 19 Spiele und erzielte, wie in der Vorsaison, wieder vier Tore. In der Saison 1974/75 gewann Caso mit der Coppa Italia seinen ersten Titel. Nach drei weiteren Spielzeiten in Florenz wechselte er 1978 zum SSC Neapel, für die er 15 Spiele bestritt. 1979 ging er zu Inter Mailand und wurde hier in der Saison 1979/80 unter Eugenio Bersellini italienischer Meister. Anschließend spielte Caso für die AC Perugia, Torino Calcio, Lazio Rom, die US Latina und die AS Orceana Calcio, wobei er bei Lazio Rom zeitweilig Kapitän war. 1990 beendete Caso seine aktive Karriere.

#### Nationalmannschaft
Für die italienische Nationalmannschaft spielte Caso einmal, sein Einsatz am 28. September 1974 gegen Jugoslawien unter Trainer Fulvio Bernardini war sein erstes und gleichzeitig letztes Spiel für die Squadra Azzurra, das Spiel verlor Italien mit 0:1.

### Als Trainer
1990 begann Caso seine Trainerkarriere bei der Jugendmannschaft der AC Florenz, wurde 1991 dann Trainer der höchsten Jugendstufe Primavera und gewann mit dieser 1992 den Torneo-di-Viareggio-Wettbewerb. 1992 wurde er Trainer der Primavera von Lazio Rom und trainierte hier Spieler wie Alessandro Nesta, Marco Di Vaio und Flavio Roma, welche später noch eine erfolgreiche Karriere haben sollten. Mit der zweiten Mannschaft von Lazio wurde er 1994/95 Meister. Caso hatte sich bereits einen guten Ruf als Talentsichter- und Förderer erarbeitet, so wurde er 1997 von US Foggia als Cheftrainer des Profiteams verpflichtet, welche damals in der Serie B spielten. Allerdings hatte er kein Erfolg und wurde 1998 entlassen und wechselte in der Saison 1998/99 zu Chievo Verona, doch auch hier konnte er die Erwartungen nicht erfüllen und wurde nach 14 Spielen entlassen. 2001 trainierte Domenico Caso die US Pistoiese, konnte aber auch hier keine guten Ergebnisse liefern und wurde im selben Jahr noch beurlaubt. Von 2002 bis 2003 trainierte er die italienische U18-Auswahl, 2003 wurde er erneut Trainer der Primavera von Lazio Rom und kurzzeitig auch der Profimannschaft. Anschließend trainierte Caso weitere Vereine in Italien mit mäßigem Erfolg, zuletzt war er Trainer der Primavera von Reggina Calcio im Jahr 2013.

## Erfolge

### Als Spieler
- Italienischer Meister: 1×

mit Inter Mailand: 1979/80
- Italienischer Pokalsieger: 1×

mit der AC Florenz: 1974/75

### Als Trainer
- Torneo di Viareggio: 1×

mit der AC Florenz: 1992
- Italienischer Primavera-Meister: 1×

mit Lazio Rom: 1994/95